# Prototulbaghia siebertii
Prototulbaghia siebertii là một loài thực vật có hoa trong họ Amaryllidaceae. Loài này được Vosa mô tả khoa học đầu tiên năm 2007.